# Morihiko Saitō
Morihiko Saitō (jap. 斎藤 盛彦, Saitō Morihiko; * 1961) ist ein japanischer Mathematiker, der sich mit algebraischer Analysis (Theorie der D-Moduln auf algebraischen Varietäten) und Algebraischer Geometrie befasst.
Saito ist Professor am Research Institute for Mathematical Sciences (RIMS) der Universität Kyōto.
Er führte 1988/1990 die Theorie der gemischten Hodge-Moduln (Mixed Hodge Modules) ein, aufbauend auf der Theorie der D-Moduln in der Algebraischen Analysis, der Theorie perverser Garben und der Theorie der Variation von Hodge-Strukturen und gemischter Hodge-Strukturen (eingeführt von Pierre Deligne) in der Algebraischen Geometrie. Das führte unter anderem zu einer Erweiterung der fundamentalen Sätze von Beilinson, Bernstein, Deligne, Ofer Gabber über perverse Garben in positiver Charakteristik zu Charakteristik 0. Die Theorie der Hodge-D-Moduln bildete den Ausgangspunkt für die Theorie der Twistor-D-Moduln von Claude Sabbah und Takurō Mochizuki, die zu einer weiteren Verallgemeinerung der Sätze von Beilinson-Bernstein-Deligne-Gabber durch Mochizuki führte.
Er befasst sich mit der Anwendung der Theorie gemischter Hodge-Strukturen und Module in der Algebraischen Geometrie, zum Beispiel Theorie der Singularitäten.
Er war Invited Speaker auf dem Internationalen Mathematikerkongress 1990 in Kyoto (Mixed Hodge Modules and Applications). 1991 erhielt er den Frühlingspreis der Japanischen Mathematischen Gesellschaft.

## Schriften
- Hodge structure via filtered D-Modules, Astérisque 130, 1985, 342–351
- Modules de Hodge polarisables, Pubi. RIMS, Kyoto Univ. 24 (1988) 849–995
- Mixed Hodge modules, Pubi. RIMS, Kyoto Univ. 26 (1990) 221–333
- Decomposition theorem for proper Kähler morphisms, Tohoku Math. J. 42, 1990, S. 127–148
- mit Nero Budur, Nero, Mircea Mustaţǎ Bernstein-Sato polynomials of arbitrary varieties, Compositio Mathematica 142, 2006, S. 779–797
- Introduction to mixed Hodge modules, in: Actes du Colloque de Théorie de Hodge (Luminy, 1987), Astérisque No. 179–180, 1989, S. 145–162